# John Dean (Radsportler)
John Anthony Dean (* 22. Dezember 1947 in New Plymouth) ist ein ehemaliger neuseeländischer Radrennfahrer und nationaler Meister im Radsport.

## Sportliche Laufbahn
Dean war im Bahnradsport und im Straßenradsport aktiv. Er war Teilnehmer der Olympischen Sommerspiele 1968 in Mexiko-Stadt. Im Mannschaftszeitfahren belegte Neuseeland mit Neil Lyster, Richard Douglas Thomson, John Dean und Des Thomson den 23. Rang. Im Einzelrennen schied er aus.
Bei den Olympischen Sommerspielen 1972 in München war er erneut am Start. In der Mannschaftsverfolgung schied Neuseeland mit Dean in den Vorläufen aus.
1967 siegte er in der nationalen Meisterschaft im Straßenrennen und gewann des Etappenrennen Tour de Nouvelle-Calédonie mit einem Etappensieg. 1971 siegte er in der Tour of Southland.